# Thượng Đảng
Thượng Đảng (chữ Hán giản thể: 上党区, âm Hán Việt: Thượng Đảng khu) là một quận thuộc địa cấp thị Trường Trị, tỉnh Sơn Tây, Cộng hòa Nhân dân Trung Hoa. Trước tháng 9/2018 là huyện Trường Trị (chữ Hán giản thể: 长治县, âm Hán Việt: Trường Trị huyện). Quận Thượng Đảng có diện tích 483 km², dân số năm 2002 là 320.000 người. Được chia thành 4 trấn và 16 hương.
- Trấn: Thành Quan, Tô Điếm, Âm Thành, Tây Hoả.
- Hương: Tây Cố Huyện, Triệu Thôn, Hách Gia Trang, Ti Mã, Cao Hà, Đông Hòa, Cố Chưởng, Nam Tống, Liễu Lâm, Bắc Trình, Bát Nghĩa, Vương Phường, Đông Hỏa, Sư Trang, Tây Trì, Khuất Gia Sơn.